# Беллуччи, Моника
Мо́ника А́нна Мари́я Беллу́ччи (итал. Monica Anna Maria Bellucci; род. 30 сентября 1964, Читта-ди-Кастелло, Умбрия, Италия) — итальянская актриса кино и телевидения, актриса озвучивания и фотомодель. 
Известность в кино ей принесли фильмы «Дракула», «Малена», «Матрица: Перезагрузка» и «Матрица: Революция», «Страсти Христовы», «Братья Гримм», «007: Спектр», «По млечному пути», «Астерикс и Обеликс: Миссия „Клеопатра“». Также Беллуччи снималась в неоднозначных картинах (из-за многочисленных сцен насилия) — «Доберман» и «Необратимость».
Моника Беллуччи является обладательницей множества кинематографических, академических и государственных наград, среди которых орден Почётного легиона. Бывший муж актрисы — Венсан Кассель. Старшая из дочерей от этого брака, Дева Кассель, — известная фотомодель.

## Биография
Моника Беллуччи родилась 30 сентября 1964 года в итальянском городе Читта-ди-Кастелло, в провинции Умбрия, в центре Италии. Она была единственным ребёнком в семье. Отец Моники был владельцем транспортной компании, мать Брунелла Бриганти — домохозяйкой и художницей-любительницей.
Детство Моники прошло в деревушке Сельчи-Лама, фракции коммуны Сан-Джустино, среднее образование она получила в католической школе. 
Во время учёбы в старших классах она начала участвовать в фотосессиях, первая из них прошла, когда Монике было 13 лет. В 16 лет Беллуччи начала карьеру модели, позже участвовала в показах мод во Флоренции и Милане.
После окончания средней школы поступила на юридический факультет Университета Перуджи.

### Карьера в модельном бизнесе

#### Первые съёмки, сотрудничество с Elite Model Management (1987—2000)

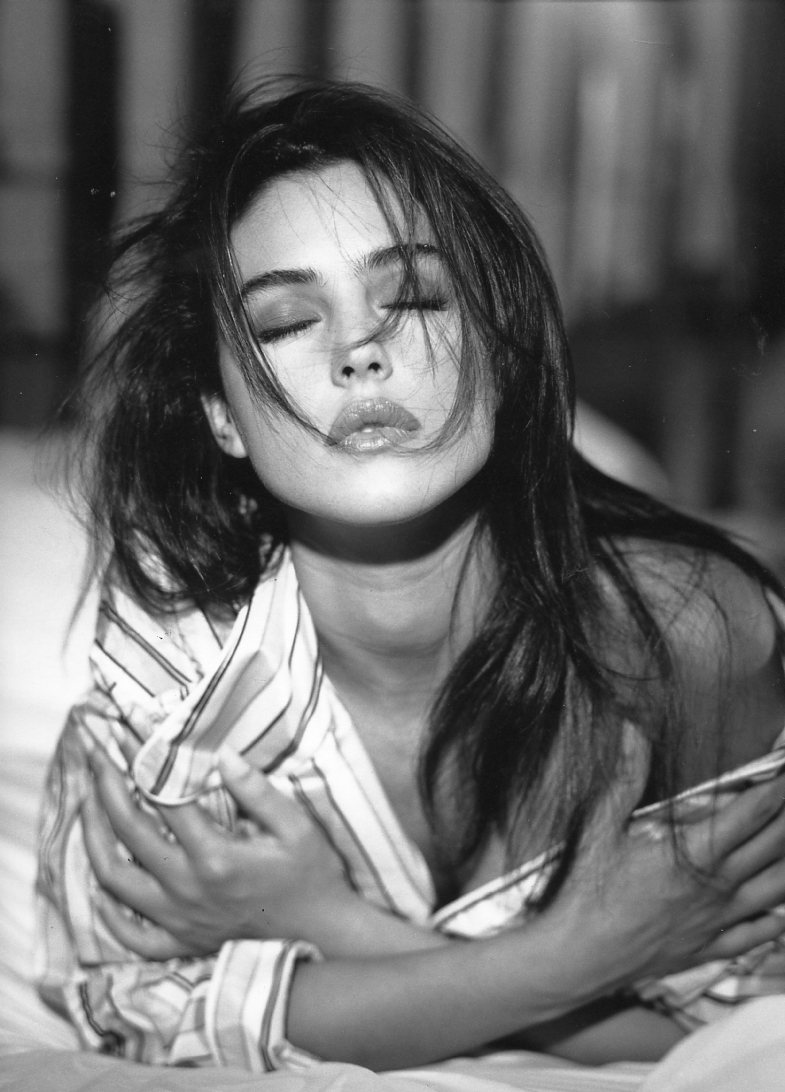
Моника Беллуччи в отеле Raphael в Париже, март 1990 г.

В 1987 году Беллуччи не думала о модельном бизнесе, как о своей будущей профессии, но начала карьеру модели, чтобы оплачивать учебу в университете.Тогда же девушка появилась на обложках модных журналов: в мае 1987 года её фотография вышла на первой странице журнала Amica (Италия), в декабре 1987 года на обложке Elle (Франция).
В 1988 году Моника переехала в Милан, где подписала контракт с модельным агентством Elite Model Management, после чего стала регулярно появляться на обложках модных европейских журналов: итальянских Amica, Grazia, Moda, французском Elle, испанском Vogue. Тогда же она начала сотрудничество с известными брендами, среди которых: Dolce & Gabbana, Valentino, Prada, Victoria's Secret, Betty Barclay, Ferretti, Hermes, Kenar, Escada, Revlon. Моника снималась для рекламы в Токио, Париже, Лондоне и Нью-Йорке.
Успех в модельном бизнесе и постоянные переезды не позволяли ей продолжать обучение, и в 1988 году она отчислилась из университета, переехала в Милан и целиком посвятила себя миру моды.
В 1989 году Беллуччи жила в Нью-Йорке и уже была миллионершей. В 1990 году французский модный дом Dior использовал её образ и имя для своей линии Haute Couture.
В 1992 году Моника Беллуччи вместе с актрисой и моделью Изабеллой Росселини впервые приняла участие в рекламной кампании Dolce & Gabbana, с этого момента началась её долгая история сотрудничества с этим дуэтом кутюрье. В 1995 году Моника снялась в рекламе духов для Dolce & Gabbana, автором видео был итальянский режиссёр Джузеппе Торнаторе, который через пять лет после этого снял её в своём фильме «Малена».
В 1993 году фотограф Хельмут Ньютон снимал Монику Беллуччи и Карлу Бруни в рекламной кампании «Блюмарин» Анны Молинари.
С 1997 года Моника Беллуччи являлась лицом ювелирной компании Cartier, которая начала приглашать Монику к сотрудничеству, когда она была ещё малоизвестной итальянской актрисой. Cartier сотрудничала с Беллуччи на протяжении всей ее актерской карьеры, особенно на модных показах, где Моника представляла премиальные коллекции haute joaillerie. В 1997 году Беллуччи снималась в трёх рекламных видео бренда нижнего белья Infiore, а один из них (Infiore CapoUfficio) снимал режиссёр Тинто Брасс. В том же году фотограф Ричард Аведон снял Монику для календаря Pirelli.
В 1999 году Беллуччи позировала обнажённой для итальянского календаря Max, а через год фотограф Джан Паоло Барбьери снимал её для календаря итальянского номера журнала GQ.

#### Беллуччи в модельном бизнесе в 2000—2010 годах

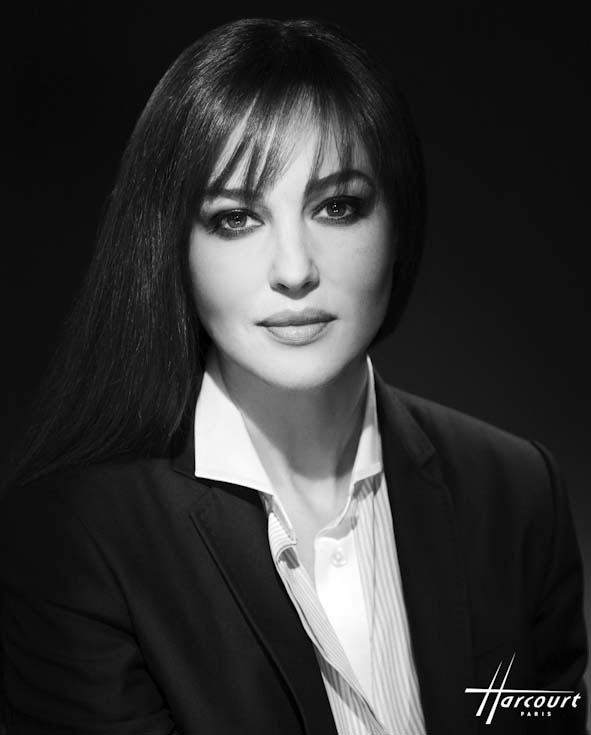
Моника Беллуччи 2008

В феврале 2001 года американский журнал Esquire опубликовал на обложке фотографию обнажённой Моники, покрытой чёрной икрой, в номере была статья о пяти чувствах на девяти страницах с фотографиями Белуччи.
В 2003 году фотографии актрисы были опубликованы на обложках журнала «Maxim» по всему миру для привлечения внимания публики к фильму «Матрица».
В 2004 году, будучи беременной своим первым ребенком, Беллуччи позировала обнаженной для обложки итальянского Vanity Fair в знак протеста против позиции Папы Римского Бенедикта XVI и итальянских законов, ограничивающих доступ к экстракорпоральному оплодотворению.
В 2006 году Моника начинает сотрудничать с модным домом Dior. Дизайнер Джон Гальяно вместе с визажистом Туеном представили её в качестве лица помады Rouge Dior. С 2006 по 2010 год Белуччи была послом бренда Dior и лицом ряда продуктов модного дома. На протяжении нескольких лет Моника представляла линейку сумок, аксессуаров и парфюмерии Dior, в 2010 году снялась в роли Евы в рекламном ролике аромата Hypnotic poison.

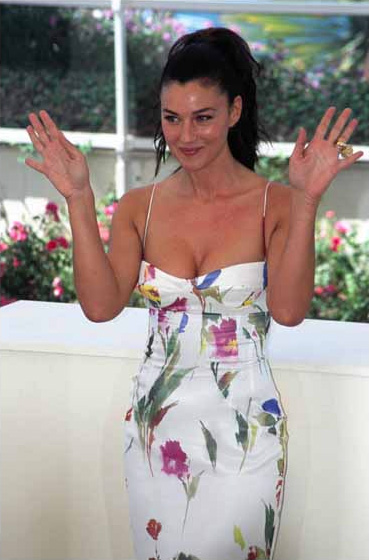
Беллуччи на Каннском кинофестивале, 2002 год

В 2007 году компания Cartier назвала именем Моники Беллуччи новую коллекцию дорогостоящих бриллиантовых украшений. В ноябре 2007 года Моника была лицом компании Intimissimi и играла сразу несколько ролей в короткометражном фильме «Сердечное танго» режиссёра Габриеле Муччино.
В сентябре 2010 года она снялась в рекламном ролике Martini Gold, созданном в соавторстве с дуэтом Dolce & Gabbana, режиссёром видео был Джонас Окерлунд.
30 ноября 2010 года компания Rizzoli выпустила книгу «Monica Bellucci», для иллюстрирования которой Моника выбрала 150 фотографий, выполненных разными фотографами на протяжении всей её карьеры. В книгу вошли работы Питера Линдберга, Хельмута Ньютона, Джузеппе Торнаторе, Фабрицио Ферри, Ричарда Аведона, Паоло Роверси, Эллен фон Унверн, Франческо Эскалара, Джона Нолле, Аликса Малки, Али Махдави, Памелы Хансен, Кейт Барри, Фредерика Мейла, Ханса Фойера, Мишеля Комте, Рувена Афанадора, Доминики Иссерманн, Дугласа Киркланда, Жана-Батиста Мондино, Санте Д’Орацио, Винсента Петерса, Изабель Шнайдер, Оливьеро Тоскани, Альберта Уотсона, Брюса Вебера, Джеймса Уайта, Стивена Мейзела и др. Часть средств от продажи была направлена двум благотворительным фондам.

#### Рекламные контракты в 2010—2020-х годах
В октябре 2011 года Моника была лицом обновлённой серии Royal Velvet компании Oriflame.
С 2012 по 2015 год участвовала в нескольких рекламных компаниях бренда D&G, была лицом косметической линии Dolce & Gabbana. В честь актрисы была названа линейка губной помады — Monica Lipstick Collection.
В июне 2018 года Беллуччи открыла второй день Недели моды в Милане и вышла на подиум на показе мод Dolce & Gabbana. В 2018-2019 годах Моника была лицом рекламных кампаний немецкого производителя косметики Nivea. В 2019 году она вновь вышла на подиум для Dolce & Gabbana на Неделе моды в Милане вместе с Хеленой Кристенсен, Евой Герциговой и Изабеллой Росселлини, которые присоединились к числу супермоделей 1990-х годов, вернувшихся в центр внимания в мире моды.
В 2020-х годах Моника Беллуччи осталась «музой» и послом бренда Cartier.
Модельной карьерой Моники Беллуччи управляли агентства «Еlite Model Management» (Нью-Йорк), «Кarin Models» (Париж),«D’Management Group» (Милан), «Storm Models» (Лондон).

## Карьера в кино

#### Начало работы в кино (1990—2000)
Став известной в качестве модели, Моника получила предложение сняться в кино. Она не думала стать актрисой и была удивлена, когда ее выбрали на роль. Кинематографическая карьера  Беллуччи началась в 1990 году, когда она дебютировала в итальянском кинематографе в двухсерийном телевизионном сериале «Жизнь с детьми» режиссёра Дино Ризи вместе с Джанкарло Джаннини, в котором она сыграла роль Эльды. В 1991 году она снялась в главной роли в итальянской комедии «Лотерея» режиссёра Франческо Лаудадио, в 1992 году исполнила главную роль в фильме «Упрямая судьба», в котором сыграла двух сестёр-близнецов Марину и Анжелу.

В 1992 году Моника снялась в фильме Фрэнсиса Форда Копполы «Дракула», в котором сыграла одну из трёх невест графа Дракулы, эта роль «чувственного вампира» стала ее международным дебютом в кино. После этой роли предложения о съёмках в фильмах начали поступать из разных киностудий Европы и Америки. С 1992 Беллуччи снялась в фильмах «Банда неудачников», «Бриганти», «Снежок», «Иосиф Прекрасный», «Небо просто голубее».  

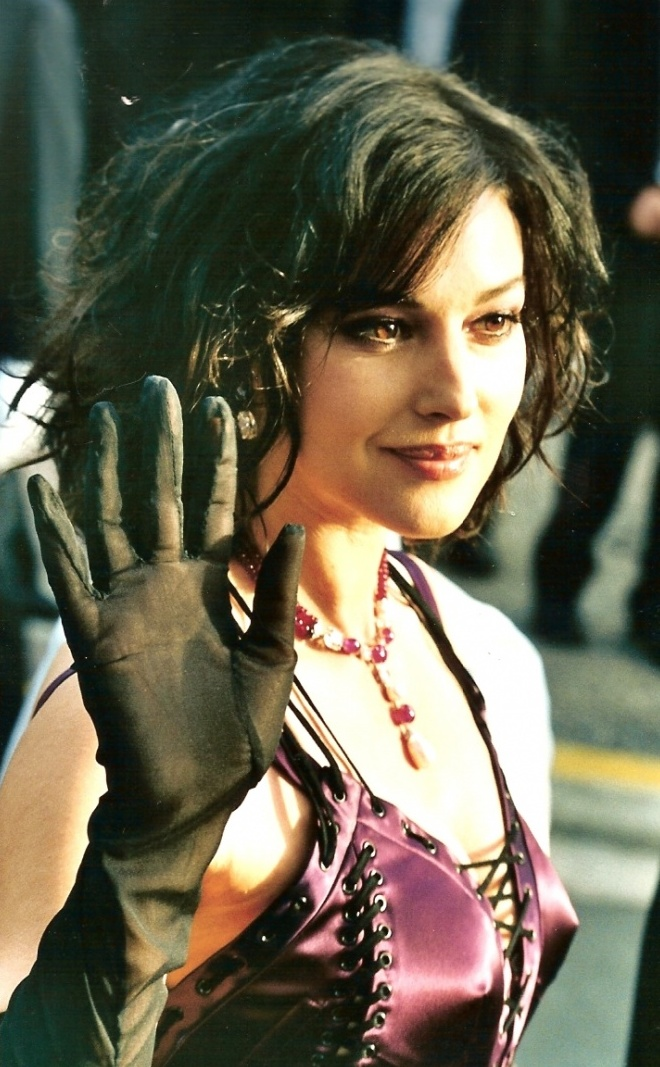
Моника Беллуччи премьера фильма «Матрица: перезагрузка» 2003

В 1996 году Моника была номинирована на премию «Сезар» как «Самая многообещающая актриса» за роль Лизы во французском фильме «Квартира». Во время съёмок Беллуччи познакомилась с французским актёром Венсаном Касселем, за которого позже вышла замуж.
В следующем фильме, французском боевике с элементами чёрной комедии, — «Доберман» режиссёра Жан Кунена — Моника играет роль глухой цыганки.
В 1997 году Беллуччи снялась в трёх картинах: «Плохой жанр», «Стрессати» и «Каким ты меня хочешь». В 1998 году вышли четыре фильма с участием актрисы: «Наслаждение», «Дурной тон», короткометражный фильм «Компромисс» и фильм итальянского режиссёра Марко Ризи «Праздника не будет».
В 1998 году Моника получила премию Globo d'oro за лучшую женскую роль, за главную роль Джулии Джованнини в итальянской драме «Последний каподанно».
В 1999 году Беллуччи снялась в фильмах «Как рыбка без воды», «Фрэнк Спадоне», «Непокорный» и в триллере режиссёра Стивена Хопкинса «Под подозрением» с такими мировыми звёздами как Джин Хэкмен и Морган Фримен. Премьера фильма состоялась на кинофестивале в Каннах в мае 2000 года (внеконкурсная программа). Хопкинс выбрал Беллуччи после того, как увидел её игру в фильме «Квартира» и сохранил её идеи для создания персонажа Шанталь Херст. «Под подозрением» был выбран в качестве одного из фильмов закрытия Каннского кинофестиваля 2000 года, тогда Моника впервые прошла по красной дорожке ежегодного мероприятия. Американский журнал Variety включил Беллуччи в список «десяти молодых актрис, за которыми стоит следить».
В 2000 году вышел фильм «Малена» итальянского режиссёра Джузеппе Торнаторе, действие которого происходит на Сицилии во времена Второй мировой войны, а главный герой Ренато влюблён в 27-летнюю Малену Скордия, чья красота не даёт покоя жителям всего города. После выхода фильма Моника получила признание в сфере кино и популярность во всём мире, критики отмечали её красоту и обаяние в сочетании с актёрским мастерством.

#### Работы в кино (2001—2010)
В 2001 году вышла в прокат французская историческая драма режиссёра Кристофа Ганса «Братство волка». Беллуччи снялась в этом фильме вместе с Самюэлем Ле Бианом и своим мужем Венсаном Касселем. Картина имела кассовый успех во Франции, где привлекла пять миллионов зрителей, общие сборы в мире составили 70 млн долларов, в том числе 11 миллионов долларов в США, при бюджете около 32 миллионов евро. За роль Сильвии в этом фильме Беллуччи была номинирована на премию Saturn Awards 2002 в категории «Лучшая актриса второго плана».
В 2002 году Моника сыграла египетскую царицу в фильме «Астерикс и Обеликс: Миссия „Клеопатра“», самом дорогостоящем европейском фильме 2002 года режиссёра Алена Шаба. Специально для фильма была записана кавер-версия песни Умберто Тоцци — «Ti amo», исполненная автором вместе с Моникой. Во Франции было продано 14 миллионов билетов, по всему миру фильм собрал более 128 миллионов долларов. В этом же году Беллуччи и Венсан снялись в артхаусном французском триллере «Необратимость» режиссёра Гаспара Ноэ. Премьера фильма состоялась в Каннах, публика была потрясена жестокостью фильма, люди уходили с сеанса в знак протеста.
В 2003 году Моника сыграла Алессию в итальянском фильме «Помни меня, любовь моя», снятом Габриэле Муччино. Эта роль принесла Беллуччи премию Nastro d'Argento за лучшую женскую роль второго плана.
Следующими фильмами актрисы стали «Слёзы солнца» вместе с Брюсом Уиллисом, Голливудские блокбастеры на тот момент братьев Вачовски «Матрица: Перезагрузка» и «Матрица: Революция». Не останавливаясь на фильмах одного жанра, вслед за экшеном Моника снимается в одновременно и скандальном, и успешном фильме Мэла Гибсона «Страсти Христовы» в роли Марии Магдалины.
В 2003 году Моника становится хозяйкой Каннского кинофестиваля, ведёт церемонии открытия и закрытия кинофорума.
В 2004 году в прокат выходят фильмы «Тайные агенты», «Она меня ненавидит» и «Братья Гримм», в последнем Моника играет роль Зеркальной королевы.
В 2005 году на экраны выходит картина «Сколько ты стоишь?». Бертран Блие, режиссёр фильма, признался журналистам, что картина снята для одной актрисы — Моники Беллуччи, и если бы она отказалась от роли, то фильма вообще бы не было.
В 2006 году Моника принимает приглашение войти в состав жюри Каннского кинофестиваля; возглавлял жюри тогда гонгконгский кинорежиссёр Вонг Карвай.
27 января 2006 года состоялась премьера фильма «Шайтан», затем «Братство камня» и «Н (я и Наполеон)». В 2007 году в прокат вышли картины «Пристрели их» и «Второе дыхание».
Моника Беллуччи должна была сняться в биографическом фильме о Соне Ганди, который первоначально планировалось выпустить в 2007 году, но проект был отменён.

#### Роли в кино (2011—2020)
Актриса часто признавалась, что мечтает сняться в одном фильме с Робертом Де Ниро, в 2011 году актёры появились вместе в картине «Любовь: Инструкция по применению».
В мае 2014 года фильм «Чудеса» итальянского режиссёра Аличе Рорвахер, где Моника играет эпизодическую роль, на Каннском кинофестивале получает Большой приз жюри. Сама Беллуччи на церемонии закрытия вручает приз за лучшую мужскую роль Тимоти Споллу за роль в фильме «Мистер Тёрнер».
В 2015 году Моника появляется в 24-м фильме «007: Спектр» из «Бондианы», где исполняет роль Люсии Скиарры, первой в истории франшизы зрелой женщины Джеймса Бонда.

20 октября 2015 года на экраны выходит фильм «Виль-Мари» молодого канадского режиссёра Ги Эдуа о жизни монреальской больницы. Моника играет главную роль французской актрисы, которая пытается наладить отношения с сыном. Фильм получил хорошие отзывы кинокритиков. Европейская премьера состоялась на Венецианском кинофестивале.

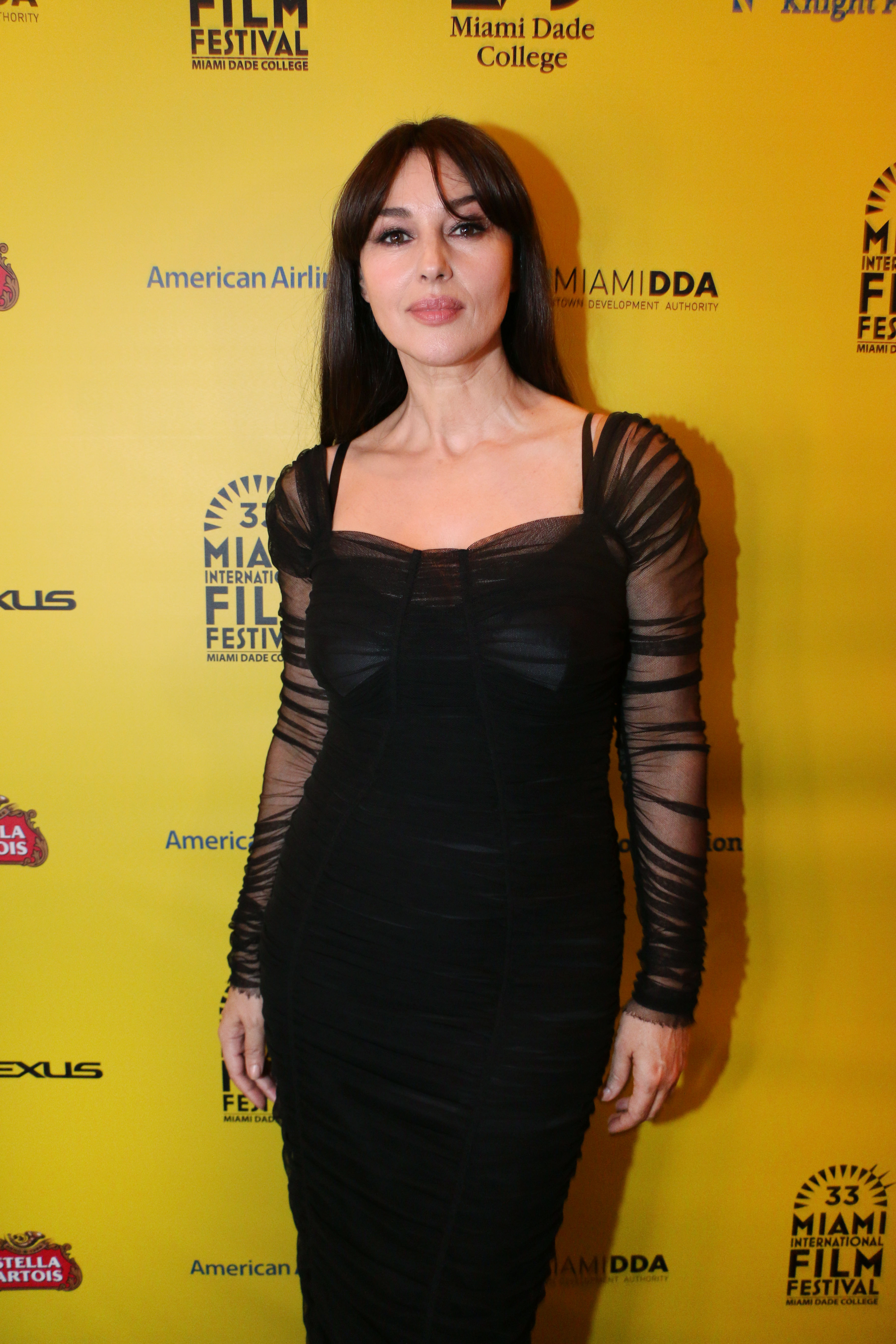
Моника Беллуччи на кинофестивале в Майами 2016

В 2016 году на том же кинофестивале Эмир Кустурица представляет свой новый фильм после семилетнего молчания — «По млечному пути». Съёмки заняли три с половиной года. Главные роли в фильме исполнили сам режиссёр Эмир Кустурица (Коста) и Моника Беллуччи (невеста), сыгравшая роль загадочной эмигрантки с итальянскими корнями. Это история любви, происходящей в период боснийской войны.
9 декабря компания Амазон выпускает третий сезон сериала «Моцарт в джунглях», комедию о закулисной жизни нью-йоркского симфонического оркестра, первые два сезона которой получили «Золотой глобус». Главную роль в нём исполняет мексиканский актёр Гаэль Гарсиа Берналь. Беллуччи досталась роль оперной певицы Алессандры, которая после большого перерыва возвращается на сцену. Съёмки проходят в Венеции. Моника появлялась в пяти первых эпизодах. Сериал придуман клипмейкером Романом Копполой (51-летним сыном Фрэнсиса Форда Копполы), его другом, коллегой и родственником Джейсоном Шварцманом (племянником ФФК) и АлексомТимберсом. В интервью изданию Entertainment Tonight сценарист Роман Коппола пояснил, что никого другого, кроме Моники Беллуччи, в этой роли он не видел. О любовной сцене в сериале, где 52-летняя актриса снялась топлес, написали многие мировые СМИ.
25 апреля 2016 года Дэвид Линч и Марк Фрост обнародовали каст из 217 актёров третьего сезона сериала «Твин Пикс»; среди многочисленных имён значится и Моника Беллуччи. Съёмка проходила в полной секретности в течение двух лет, премьера состоялась в мае 2017 года. В мини-сериале события разворачиваются в настоящем времени. Моника Беллуччи появляется в 14-м эпизоде в роли самой себя.
По приглашению Каннского кинофестиваля Беллуччи второй раз становится хозяйкой — ведущей церемонии открытия и закрытия юбилейного 70-го Каннского кинофестиваля, который проходил с 17 по 28 мая 2017 года. В 2017 году она также была приглашена в состав Американской академий киноискусств.
В октябре 2017 года Моника Беллуччи присоединилась к съёмкам научно-фантастического фильма ужасов «Некромант» австралийских режиссёров братьев Киа и Тристана Роуч-Тёрнеров. Съёмки проходили зимой 2017 года в окрестностях Сиднея.

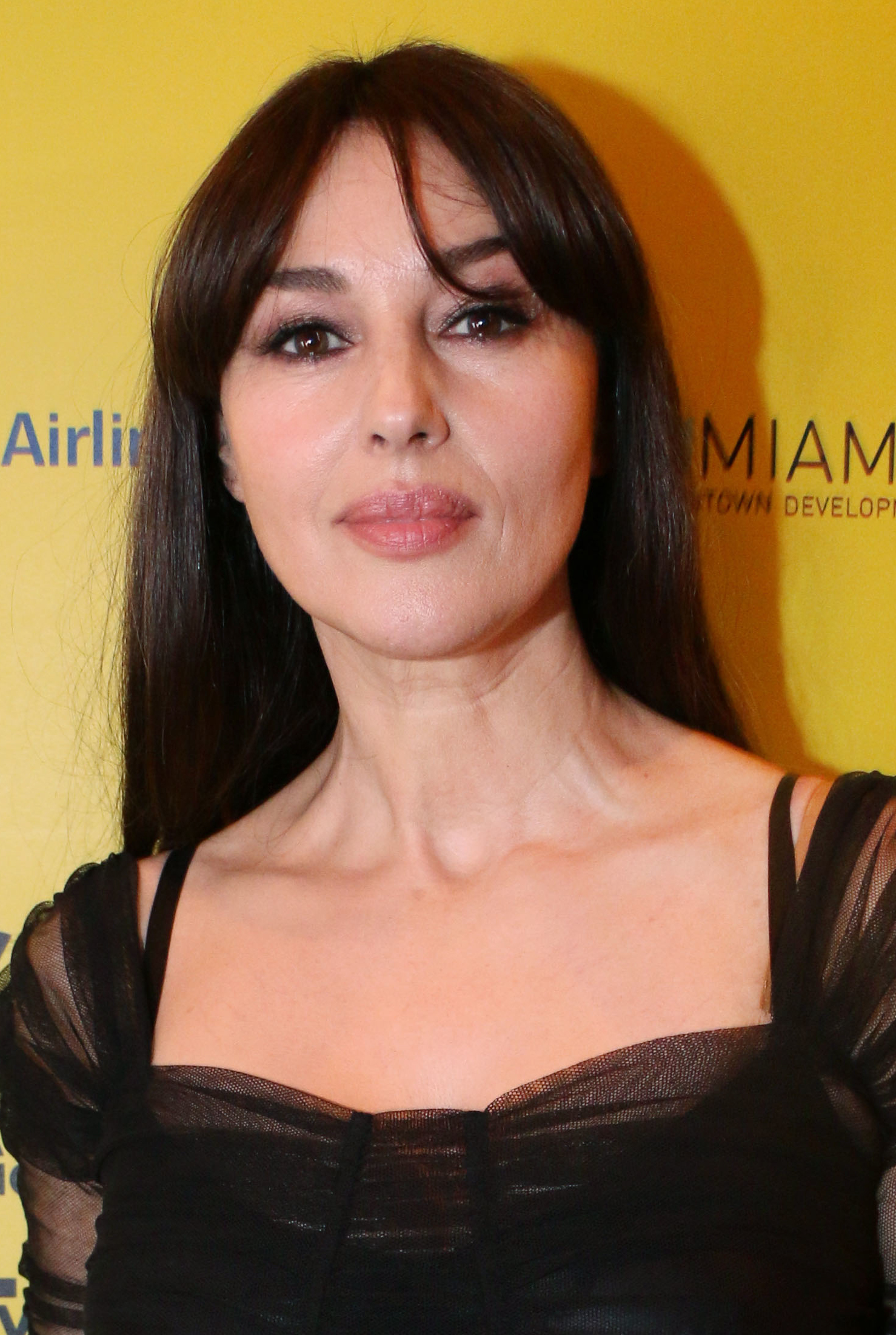
Моника Беллуччи в Майами. 2016 г.

По информации инсайдера британского таблоида «Миррор», в ноябре 2019 года планируется премьера нового фильма об агенте 007, где Моника Беллуччи, возможно, вновь сыграет девушку Джеймса Бонда.
В качестве приглашённой звезды Беллуччи появится в третьем сезоне французского комедийного мини-сериала «Десять процентов» («Dix pour cent»), который рассказывает о жизни парижского арт-агентства, желающего заполучить в свои ряды звёзд первой величины. Также в этом сезоне заявлены Изабель Юппер, Беатрис Даль и др. Моника Беллуччи играет саму себя и задействована во 2 эпизоде.
В январе 2018 было объявлено, что Бен Кингсли и Моника Беллуччи примут участие в съёмках нового шпионского триллера «Паук в паутине», по сообщению Variety. Режиссёром картины стал Эран Риклис, получивший приз зрительских симпатий за «Лимонное дерево» на Берлинском кинофестивале в 2008 году; над сценарием трудятся Гидон Мерон и Эммануэль Накаша. По словам режиссёра, это интимная история о предательстве и сложности доверия. Съёмки проходят весной в Бельгии и Нидерландах.

#### Роли в кино в 2020-х годах
18 февраля 2021 года к 20-летию фильма «Необратимость» с Моникой Беллуччи в главной роли в прокат вышла его новая режиссёрская версия, перемонтированная в хронологическом порядке.
В мае 2023 года Моника Беллуччи присоединилась к актёрскому составу фильма Тима Бёртона «Битлджус Битлджус», в котором она сыграла жену Битлджуса.

## Личная жизнь
С 1990 по 1994 год Беллуччи была замужем за фотографом Клаудио Карлосом Бассо. На съёмках фильма «Квартира» она встретила актёра Венсана Касселя, в 1999 году они поженились. У пары есть две дочери — Дева (родилась в 2004) и Леони (родилась в 2010). В августе 2013 года Беллуччи и Кассель объявили о разводе.
С 2023 года Моника Беллуччи состоит в романтических отношениях с американским кинорежиссёром и продюсером Тимом Бёртоном. Она подтвердила это в интервью журналу Elle в июне 2023. В октябре 2023 Моника и Тим впервые появились публично вместе на Римском кинофестивале.

## Фильмография
| Год  |    | Русское название                       | Оригинальное название                   | Роль                      |
| ---- | -- | -------------------------------------- | --------------------------------------- | ------------------------- |
| 1990 | тф | Жизнь с детьми                         | Vita coi figli                          | Эльда                     |
| 1991 | ф  | Лотерея                                | La Riffa                                | Франческа                 |
| 1992 | ф  | Упрямая судьба                         | Ostinato destino                        | Марина / Анжела           |
| 1992 | ф  | Дракула                                | Dracula                                 | невеста Дракулы           |
| 1994 | ф  | Банда неудачников                      | I Mitici                                | Дебора                    |
| 1994 | ф  | Бриганти                               | Briganti: Amore e libertà               | Констанца                 |
| 1995 | ф  | Снежок                                 | Palla di neve                           | Мелина                    |
| 1995 | тф | Иосиф Прекрасный: Наместник фараона    | Joseph                                  | жена фараона              |
| 1996 | ф  | Квартира                               | L’Appartement                           | Лиза                      |
| 1997 | ф  | Доберман                               | Dobermann                               | Натали                    |
| 1997 | ф  | Плохой жанр                            | Mauvais genre                           | Камиль                    |
| 1997 | ф  | Каким ты меня хочешь                   | Come mi vuoi                            | Неллина                   |
| 1997 | ф  | Стрессати                              | Stressati                               | девушка в мехах           |
| 1998 | ф  | Наслаждение                            | Plaisir                                 | девушка в метро           |
| 1998 | ф  | Компромисс                             | Compromis                               | Моник                     |
| 1998 | ф  | Праздника не будет                     | L’Ultimo capodanno                      | Жюлия                     |
| 1998 | ф  | Дурной тон                             | A los que aman                          | Валерия                   |
| 1999 | ф  | Непокорный                             | Méditerranées                           | Маргарита                 |
| 1999 | ф  | Как рыбка без воды                     | Comme un poisson hors de l'eau          | Мюртиль                   |
| 2000 | ф  | Под подозрением                        | Under Suspicion                         | Шанталь                   |
| 2000 | ф  | Малена                                 | Malèna                                  | Малена Скордиа            |
| 2000 | ф  | Фрэнк Спадоне                          | Franck Spadone                          | Лаура                     |
| 2001 | ф  | Братство волка                         | Le Pacte des loups                      | Сильвия                   |
| 2002 | ф  | Астерикс и Обеликс: Миссия «Клеопатра» | Astérix & Obélix: Mission Cléopâtre     | Клеопатра                 |
| 2002 | ф  | Необратимость                          | Irréversible                            | Алекс                     |
| 2003 | ф  | Матрица: Перезагрузка                  | The Matrix Reloaded                     | Персефона                 |
| 2003 | ф  | Матрица: Революция                     | The Matrix Revolutions                  | Персефона                 |
| 2003 | ф  | Слёзы солнца                           | Tears of the Sun                        | Лина Хендрикс             |
| 2003 | ф  | Помни обо мне                          | Ricordati di me                         | Алессия                   |
| 2004 | ф  | Страсти Христовы                       | The Passion of the Christ               | Мария Магдалина           |
| 2004 | ф  | Тайные агенты                          | Agents secrets                          | Лиза                      |
| 2004 | ф  | Она ненавидит меня                     | She Hate Me                             | Симона Бонасера           |
| 2005 | ф  | Братья Гримм                           | The Brothers Grimm                      | зеркальная королева       |
| 2005 | ф  | Сколько ты стоишь?                     | Combien tu m’aimes?                     | Даниэлла                  |
| 2006 | ф  | Шайтан                                 | Sheitan                                 | красивая вампирша         |
| 2006 | ф  | Братство камня                         | Le concile de Pierre                    | Лаура Сиприен             |
| 2006 | ф  | Я и Наполеон                           | N (Io e Napoleone)                      | баронесса Эмилия Специали |
| 2007 | ф  | Пристрели их                           | Shoot 'Em Up                            | донна Квинтано            |
| 2007 | ф  | Учебник любви: Истории                 | Manuale d’amore 2 — Capitoli successivi | Лючия                     |
| 2007 | ф  | Второе дыхание                         | Le deuxième souffle                     | Мануш                     |
| 2008 | ф  | Человек, который любит                 | L’uomo che ama                          | Альба                     |
| 2008 | ф  | Бешеная кровь                          | Sanguepazzo                             | Луиза Ферида              |
| 2009 | ф  | Баария                                 | Baaria                                  | девушка каменщика         |
| 2009 | ф  | Дань уважения Риму                     | Omaggio A Roma                          | Тоска                     |
| 2009 | ф  | Частная жизнь Пиппы Ли                 | The Private Lives of Pippa Lee          | Жижи Ли                   |
| 2009 | ф  | Не оглядывайся                         | Ne te retourne pas                      | Жанна #2                  |
| 2010 | ф  | Роза, это Париж                        | Rose, c'est Paris                       |                           |
| 2010 | ф  | Ученик чародея                         | The Sorcerer’s Apprentice               | Вероника                  |
| 2010 | ф  | У Гуди есть всё                        | Get It at Goode’s                       | Магда                     |
| 2010 | ф  | Стукачка                               | The Whistleblower                       | Лаура Левиани             |
| 2011 | ф  | То лето страсти                        | Un été brûlant                          | Анжела                    |
| 2011 | тф | Платан                                 | Platan                                  | Monica Bellucci           |
| 2011 | ф  | Любовь: Инструкция по применению       | Manuale d'am3re                         | Виола                     |
| 2012 | ф  | Сезон носорогов                        | Rhino Season                            | Мина                      |
| 2013 | ф  | Любовь в квадрате                      | Des gens qui s'embrassent               | Джованна                  |
| 2014 | ф  | В Куебрада                             | Na Quebrada                             | приёмная мать из Европы   |
| 2014 | ф  | Чудеса                                 | Le meraviglie                           | Милли Катена              |
| 2015 | ф  | 007: Спектр                            | Spectre                                 | Люсия Скиарра             |
| 2016 | с  | Моцарт в джунглях                      | Mozart in the Jungle                    | Александра                |
| 2016 | ф  | По млечному пути                       | On the Milky Road                       | невеста                   |
| 2017 | с  | Твин Пикс                              | Twin Peaks                              | камео                     |
| 2018 | с  | Чудо                                   | Il Miracolo                             | Мадонна из сна            |
| 2018 | ф  | Некромант                              | Nekrotronic                             |                           |
| 2018 | с  | Десять процентов                       | Dix pour cent                           | камео                     |
| 2019 | ф  | Паук в Интернете                       | Spider in the Web                       | Анджела Карони            |
| 2020 | ф  | Человек, который продал свою кожу      | The Man Who Sold His Skin               | Сорайя Вальди             |
| 2022 | ф  | Флешбэк                                | Memory                                  | Давана Силмэн             |
| 2022 | ф  | Мама мафия                             | Mafia Mamma                             | Бьянка                    |
| 2024 | ф  | Битлджус Битлджус                      | Beetlejuice Beetlejuice                 | жена Битлджуса            |

## Награды и номинации

### Награды
- 1998: Globo d’oro, Лучшая актриса («Праздника не будет»)[100]
- 2001: Cabourg film festival Pictures, Гран При фестиваля за лучшую роль («Малена»)[101]
- 2003: Italian National Syndicate of Film Journalists, Лучшая актриса второго плана («Помни обо мне»)
- 2003: Fangoria Chainsaw Awards, Лучшая актриса второго плана («Братство волка»)
- 2005: Globo d’oro europeo, Европейский Золотой глобус[102]
- 2007: Golden Schmoes Awards, 2-е место (Best T&A of the Year) («Пристрели их»)
- 2009: Women’s World Awards di Vienna, World Actress Award[103]
- 2010: Premio Vittorio De Sica, За вклад в итальянский кинематограф[104]
- 2011: [http://www.taorminafilmfest.com/home.asp?lang=2&an=48 (недоступная+ссылка) Taormina Film Fest] (недоступная ссылка), Taormina Arte Award[105][106]
- 2011: CinEuphoria Awards, Лучшая актриса («Бешеная кровь»)
- 2012: Ischia Global Film & Music Fest, Актриса года[107]
- 2014: Super Ciak d’oro, Лучшая актриса[108]
- 2016: Dublin International Film Festival, Лучшая актриса («Виль-Мари»)[109]
- 2016: Festival Internacional de Cine de Los Cabos, За вклад в кино[110]
- 2017: Trieste film festival, Премия «Восточная звезда» за вклад в развитие культурных отношений[111]
- 2017: 14th MonteCarlo Film Festival, За вклад в кино[112]
- 2017: Международный кинофорум «Золотой Витязь», Лучшая женская роль («По млечному пути»)[113]
- 2017: [http://www.taorminafilmfest.com/home.asp?lang=2&an=48 (недоступная+ссылка) Taormina Film Fest] (недоступная ссылка), Nastro d’Argento Europeo (Лучшая женская роль («По млечному пути»))[114]
- 2017: Festival de San Sebastián, Premio Donostia[исп.] (За вклад в кинематограф)[115]
- 2017: 19th Mumbai Film Festival, Специальная премия за вклад в кинематограф[116]
- 2017: В рамках Rome Film Fest, Премия имени Вирны Лизи (За вклад в кинематограф)[117]
- 2018: Italian Institute of Culture Los Angeles Creativity Awards (премия За вклад в кинематограф)[118]
- 2018: Lumières Awards, (премия За вклад в кинематограф)[119]

### Номинации
- 1997: Сезар, Самая многообещающая актриса («Квартира»)
- 2001: European Film Awards, Лучшая актриса («Малена»)
- 2002: Сатурн, Лучшая актриса второго плана («Братство волка»)
- 2003: Golden Ciak Awards, Лучшая актриса второго плана («Помни обо мне»)
- 2003: Cinescape Genre Face of the Future Award, Кино-лицо жанра будущего «женщина» («Матрица: Перезагрузка»)
- 2003: David di Donatello Awards, Лучшая актриса второго плана («Помни обо мне»)
- 2003:Teen Choice Awards, Выбор фильма: Прорыв (актриса) («Матрица: Перезагрузка», «Слёзы солнца»)
- 2004: MTV Movie Awards, Лучший поцелуй («Матрица: Перезагрузка»)
- 2005: Golden Graals, Лучшая итальянская актриса в международном фильме («Страсти христовы»)
- 2005: Italian National Syndicate of Film Journalists, Лучшая актриса второго плана («Страсти Христовы»)
- 2007: Italian National Syndicate of Film Journalists, Лучшая актриса второго плана («Н (я и Наполеон»))
- 2017: CinEuphoria Awards, Лучшая актриса («По млечному пути»)

## Интересные факты
Моника Беллуччи является агностиком, несмотря на католическое образование. В документальном фильме «Большой вопрос», о фильме «Страсти Христовы», она сказала: «Я агностик, хотя уважаю все религии и проявляю к ним интерес. Если я во что-то и верю, то в некую таинственную энергию, которая вызывает морские приливы, заставляет двигаться планеты, объединяет природу и человека.»
В дополнение к итальянскому свободно говорит на французском и английском языках, также знает португальский и испанский. Для съёмок в фильме «Страсти Христовы» выучила на необходимом уровне арамейский язык, в Боснии — сербский язык для работы с Эмиром Кустурицей. Для фильма «Доберман» Моника учила язык жестов глухонемых, которого требовала её роль.
В 1995 году Моника Беллуччи должна была сыграть роль девушки Джеймса Бонда в серии «Золотой глаз».
В 2004 году во время первой беременности Беллуччи позирует обнажённой для итальянского журнала «Vanity Fair» в знак протеста против итальянских законов, которые запрещают искусственное оплодотворение. Через шесть лет она вновь снимается для этого журнала во время второй беременности.
В 2004 году Моника Беллуччи становится первой иностранкой, которая «зажигает» Рождественские огни на Елисейских полях в Париже.
25 апреля 2005 года в музее Гревен в Париже представлена восковая фигура актрисы, Моника присутствует на презентации. В этом же году в Лионе, в Розовом саду Парка Тет д’Ор, выведен новый сорт двухцветной розы, которая носит имя Моники Беллуччи.
Беллуччи входит в число деятелей кино, 27 сентября 2009 года подписавших обращение к швейцарским властям об освобождении режиссёра Романа Полански, арестованного в Цюрихе за любовную связь с несовершеннолетней моделью.
В мае 2017 года в Италии, Франции и Болгарии вышла книга Моники Беллуччи в соавторстве с Гийомом Сбалчиеро (интервьюер) «Тайные встречи». Книга создавалась в течение трёх лет, содержит большое интервью о разных аспектах жизни актрисы.